# Amphipholis tetracantha
Amphipholis tetracantha is een slangster uit de familie Amphiuridae.
De wetenschappelijke naam van de soort werd in 1941 gepubliceerd door Matsumoto.